# Первомайск (город, Луганская область)
Первома́йск (укр. Первома́йськ) / Сокологорск (укр. Сокологірськ) — город в Луганской области Украины. С 2014 года город контролировался управляемой из России марионеточной Луганской Народной Республикой. В настоящее время под российской оккупацией.
В 2024 году властями Украины Первомайск был переименован в Сокологорск, оккупационные власти продолжают использовать название Первомайск.

## Географическое положение
Находится на левом берегу реки Лугани.
Соседние населённые пункты: город Ирмино на юго-востоке, посёлки Калиново (выше по течению Лугани), Калиново-Борщеватое на юго-западе, село Новоалександровка на западе, посёлок Молодёжное (примыкает) на северо-западе, город Золотое на севере, посёлок Берёзовское и город Кировск (ниже по течению Лугани; примыкает) на северо-востоке.

## История
История города начинается с поселка Александровка, который был основан в 1765 году, с начала XIX века — в составе Славяносербского уезда Екатеринославской губернии.
Во второй половине XIX века здесь началась добыча каменного угля, в 1872 году был открыт Петромарьевский рудник и создано Петро-Марьевское общество каменноугольной промышленности.
В ноябре 1917 года здесь была установлена Советская власть.
В 1920 году Петро-Марьевка была переименована в рабочий посёлок Первомайск, в честь Международного дня солидарности трудящихся, в 1938 году Первомайск стал городом районного подчинения.
В 1930 году здесь началось издание местной газеты.
В ходе Великой Отечественной войны 12 июля 1942 года город был оккупирован наступавшими немецкими войсками, 3 сентября 1943 года был освобождён частями 266-й стрелковой дивизии (генерал-майор К. Г. Ребриков) 32-го стрелкового корпуса 3-й гвардейской армии Юго-Западного фронта в ходе Донбасской операции.
В 1954 году основой экономики являлась добыча каменного угля, также здесь действовали электромеханический завод, две вечерние школы рабочей молодёжи, 5 средних школ, 4 семилетние школы, две начальные школы, 6 библиотек, кинотеатр, 4 клуба и дом пионеров.
30 декабря 1962 года Первомайск получил статус города областного подчинения.
В 1974 году численность населения составляла 45,4 тыс. человек, здесь действовали предприятия по добыче угля, электромеханический завод, завод железобетонных изделий, обувная фабрика, медицинское училище, вечерний электромеханический техникум и филиал Кадиевского вечернего горного техникума.
В 1982 году здесь действовали восемь каменноугольных шахт, электромеханический завод, завод строительных материалов, ремонтно-механический завод, завод железобетонных изделий, обувная фабрика (филиал Ворошиловградского производственного обувного объединения), медицинское училище, шесть ПТУ, 27 общеобразовательных школ, музыкальная школа, восемь больниц, 4 Дворца культуры, два кинотеатра, 14 клубов, музей и 26 библиотек.
В январе 1989 года численность населения составляла 51 025 человек, основой экономики являлась добыча каменного угля, крупнейшими предприятиями были электромеханический завод, литейно-механический завод и обувная фабрика.
В мае 1995 года Кабинет министров Украины утвердил решение о приватизации городского управления ЖКХ.
В 1997 году филиал Стахановского медицинского училища был превращен в Первомайское медицинское училище.
В сентябре 2012 года Кабинет министров Украины разрешил приватизацию находившихся здесь угольных шахт «Первомайская», «Золотое», «Карбонит» и «Тошковская».
19 сентября 2024 года Верховная Рада поддержала переименование Первомайска на Сокологорск. 26 сентября 2024 года переименование вступило в силу.

#### Война в Донбассе 2014—2015

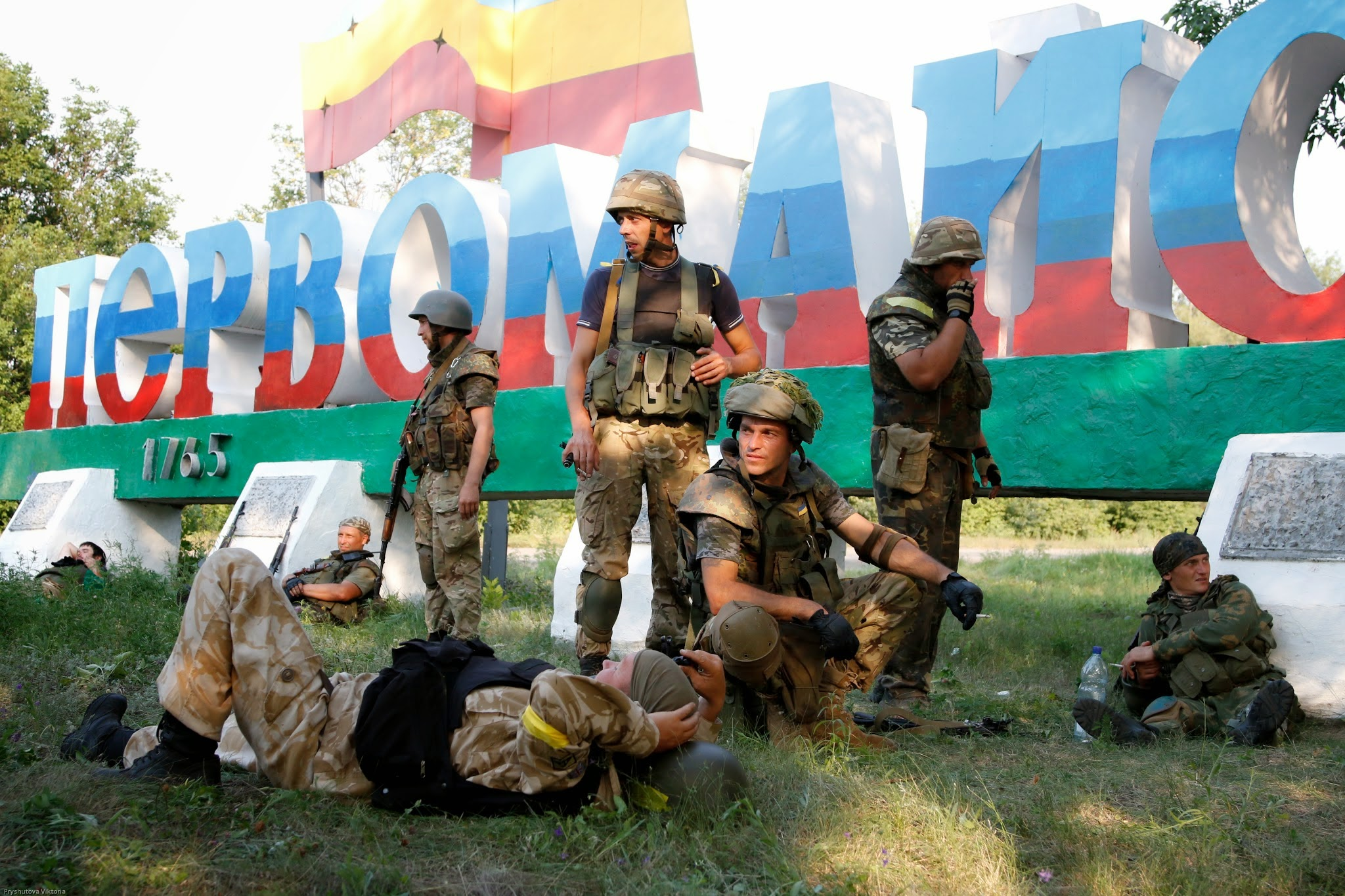
Батальон «Донбасс» под Первомайском 31 июля 2014 года

22 июля 2014 года Украина пыталась восстановить контроль над городом, однако это сделать не удалось. Комендантом города (в составе ЛНР) был назначен один из лидеров казачьего полка (из частей, подчинённых Николаю Козицыну) в Первомайске, Евгений Станиславович Ищенко, который был убит 23 января 2015 года при обстреле автомобиля неизвестными лицами на трассе Первомайск-Лисичанск, в сторону г. Горское, в 1 км от поворота на посёлок Родина.
Во время вооружённого конфликта на востоке Украины город оказался на линии фронта и подвергся значительным разрушениям. По данным местных властей только в ходе июльских и августовских обстрелов 2014 года погибло около 700 мирных жителей. Всего в ходе конфликта пострадало более сотни предприятий, социальных объектов и объектов инфраструктуры. Частично разрушены 285 многоквартирных и более 800 частных домов. Полностью разрушены более 80 частных домов и три многоквартирных дома . Все школы города были частично или полностью разрушены.
После подписания в феврале 2015 года Второго минского соглашения по северо-западным предместьям города проходила линия разграничения сил в Донбассе.

## Население
По данным переписи 2001 года, украинцы составляли 65,91 % населения города, русские — 27,28 %, белорусы — 1,15 %.

### Языковой состав
Родной язык населения по данным переписи 2001 года:
| Язык       | Численность, чел. | Доля     |
| ---------- | ----------------- | -------- |
| Украинский | 10 026            | 23,27 %  |
| Русский    | 30 691            | 71,22 %  |
| Другое     | 2 377             | 5,51 %   |
| Итого      | 43 094            | 100,00 % |

## Экономика
Экономика города ориентирована на горную промышленность.

### Шахты
- ОП шахта «Золотое» ГП Первомайскуголь
- ОП шахта «Горская» ГП Первомайскуголь
- ОП шахта «Карбонит» ГП Первомайскуголь
- ОП шахта «Тошковская» ГП Первомайскуголь
- ОП шахта «Первомайская» ГП Первомайскуголь
- шахта «Первомайская Западная» (бывшая шахта им. «В.И. Менжинского»)

На данный момент не работают такие шахты как: ОП шахта «Первомайская» и шахта «Первомайская Западная» (бывшая шахта им. «В.И. Менжинского»).

### Заводы
- ЧАО «Первомайский механический завод»[28]
- ОАО «Первомайский электромеханический завод им. Карла Маркса»
- ГОАО «Ремонтно-механический завод» ГП Первомайскуголь

### Другие предприятия
- ПАО «Первомайское шахтопроходческое управление по бурению стволов и скважин»
- ГОАО «Первомайское шахтостроительное управление» ГХК Первомайскуголь
- Михайловская центральная обогатительная фабрика
- ОФ «Горская»

## Транспорт
Станция Первомайск на линии Дебальцево — Попасная Донецкой железной дороги.

## Образование
- Первомайский инженерный факультет Донбасского государственно-технического университета
- Филиал Харьковского института управления
- Первомайский индустриально-педагогический техникум
- Профессиональный горный лицей им. Бахмутского
- Первомайское областное медицинское училище
- Профессиональный лицей
- 17 общеобразовательных школ